# Édouard Grangier
Pour les articles homonymes, voir Grangier.
Édouard Grangier (Monteux, 28 juillet 1899 - Carpentras, 27 mars 1997) est un homme politique français.

## Biographie
Édouard Grangier s'engage en 1916, en tant que volontaire, et participe à la Première Guerre mondiale. Il choisit la carrière militaire en 1918, jusqu'à la fin des années 1950, qu'il quitte avec le grade de Chef de bataillon, dans l'Infanterie de Marine. Durant sa carrière militaire, il participe à la Deuxième Guerre mondiale et à la Guerre d'Indochine. Il obtient plusieurs récompenses : la Croix d'officier de la Légion d'honneur, la médaille militaire, la Croix de guerre 1914-1918 et la croix de guerre 1939-1945.

## Mandats

### Mandat de Maire deMonteux
Ce n'est qu'à la fin de sa carrière professionnelle qu'il se lance dans une carrière politique. Il est élu maire, à Monteux, en 1959. Il occupe ce poste jusqu'en 1976. Durant cette période, il préside également l'association des maires de France, pour le département de Vaucluse, de 1962 à 1972.

### Mandat de Sénateur de Vaucluse
En 1968, il est élu suppléant de Marcel Pellenc, titulaire du poste de sénateur de Vaucluse depuis 1948. Au décès de ce dernier, en 1972, Édouard Grangier lui succède au Palais du Luxembourg, jusqu'en 1977, et ne se représente pas.

### Articles Connexes
- Liste des sénateurs de Vaucluse
- Monteux
- Infanterie de Marine